# Wikariat apostolski Bengazi
Wikariat apostolski Bengazi (łac.: Apostolicus Vicariatus Berenicensus, ang. Vicariate Apostolic of Benghazi) – rzymskokatolicki wikariat apostolski w Libii. Siedziba wikariusza apostolskiego znajduje się w katedrze w Bengazi.
Wikariat został utworzony 3 lutego 1927 jako wikariat apostolski Cyrenajki. Pod obecną nazwą od 1939.
Podlega bezpośrednio Stolicy Apostolskiej. Swoim zasięgiem obejmuje wschodnią część terytorium Libii. Jest jedną z dwóch administracji kościelnych na terenie Libii, obok wikariatu katolickiego Trypolisu. Autorem herbu wikariatu jest słowacki heraldysta Marek Sobola.

## Główne świątynie
- Katedra w Bengazi

## Wikariusze apostolscy
- Bernardino Vitale Bigi OFM (1927–1930)
- Candido Domenico Moro OFM (1931–1950)
- Ernesto Aurelio Ghiglione OFM (1951–1964)
- Giustino Giulio Pastorino OFM (1965–1997)
- Sylvester Carmel Magro OFM (1997–2016)
- Sandro Overend Rigillo (od 2023)